# سینما بهمن بوشهر
سینما بهمن یک مجموعه سینمایی در شهر بوشهر، ایران است.
این سینما که متعلق به حوزه هنری می‌باشد در سال ۱۳۴۲ با یک سالن تأسیس شده و در سال ۱۳۸۵ و ۱۳۸۶ پس از نوسازی به سه سالن تبدیل شده‌است.